# Le Dernier Rempart
Pour les articles homonymes, voir Le Dernier Combat.
Pour plus de détails, voir Fiche technique et Distribution.
Le Dernier Rempart ou Le Dernier Combat au Québec (The Last Stand) est un film d'action américain photographié et réalisé par Kim Jee-woon, sorti en 2013.
Premier film américain du réalisateur sud-coréen, il met en vedette Arnold Schwarzenegger, dont c'est le premier rôle principal dans un film depuis Terminator 3 : Le Soulèvement des machines, en 2003. Les autres rôles notables sont incarnés par Forest Whitaker, Eduardo Noriega, Johnny Knoxville, Jaimie Alexander, Rodrigo Santoro, Luis Guzmán, Zach Gilford, Peter Stormare et Génesis Rodríguez.
Le shérif d'une petite ville de l'Arizona, aidé de ses trois adjoints, se retrouve seul pour défendre sa ville à l'approche du dangereux chef d'un cartel de stupéfiants. Lequel alors en fuite, tente d'échapper au FBI en passant la frontière mexicaine.

## Synopsis

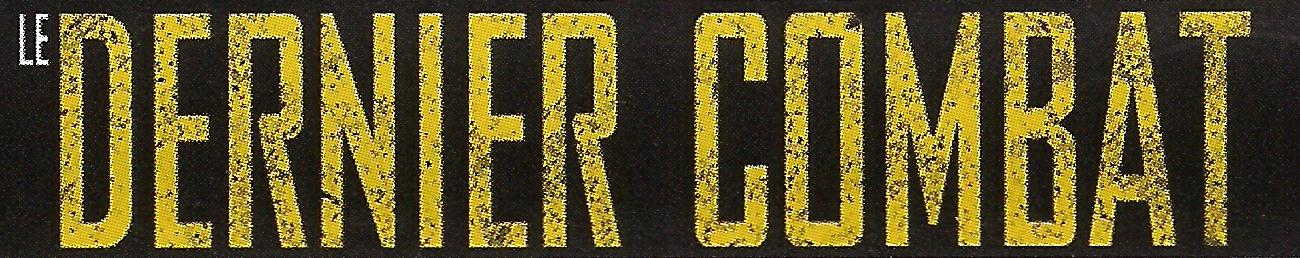
Logo québécois du film.

Ray Owens est le shérif de la ville de Sommerton Junction, en Arizona. Autrefois policier membre de la brigade des stupéfiants à Los Angeles, il a quitté ce poste après l'échec d'une mission qui coûta notamment la vie à sept de ses collègues et le laissa longtemps dans le coma et s'est résigné à mener une vie tranquille dans une petite ville paisible. Le maire qui part en week-end pour assister à des festivités lui confie sa voiture garée sur un stationnement interdit.
Parallèlement, à Las Vegas, des agents du F.B.I., dirigés par l'agent Bannister, sont chargés de convoyer Gabriel Cortez, dangereux chef d'un puissant cartel de drogue. Mais avec l'aide de ses complices, Cortez parvient à mener une évasion audacieuse et à s'échapper, emmenant l'agent Richards dans sa fuite comme otage à bord d'une Corvette ZR1 modifiée. Bannister tente de placer un barrage de police à Bullhead City, en Arizona, afin de l'arrêter, mais les hommes de Cortez parviennent à dégager la route et à éliminer les policiers, pour lui laisser continuer sa route en direction de Sommerton pour rejoindre le Mexique.
À Sommerton, vers la fin de la nuit, Owens envoie deux adjoints, Bailey et Torrance, afin de visiter la maison d'un agriculteur local, qui a manqué son habituelle livraison de lait. Après avoir découvert le vieil homme assassiné d'une balle dans la tête, les deux adjoints suivent les traces de pneus qui les mènent à l'acolyte de Cortez, Burell, et ses sbires, installés près d'un pont mobile qu'ils bâtissent à travers un canyon marquant la frontière américano-mexicaine. Une fusillade s'ensuit entre les adjoints du shérif et les criminels, jusqu'à l'arrivée d'Owens, qui réussit à ramener ses collègues dans sa voiture afin de les ramener en ville. Toutefois, Bailey, gravement blessé au cours de l'assaut, meurt quelques instants plus tard.
Entretemps, Owens est informé par Bannister de la présence de Cortez. Mais les renforts du SWAT en route pour Sommerton se retrouvent immobilisés par le fugitif au petit matin. Owens se retrouve donc seul pour défendre Sommerton. Il sera aidé par Torrance, ainsi que par Figuerola, shérif senior adjoint. Il recrute également Frank Martinez, ancien Marine, qui fut ami avec Bailey et également ancien petit ami de Torrance, et aussi Lewis Dinkum, collectionneur d'armes à feu déjanté, afin de stopper l'avancée du trafiquant et de ses hommes de main. Ils décident de créer un barrage dans la rue principale avec les véhicules. Le shérif informe la population du danger à venir bien qu'elle y semble indifférente.
Quelques minutes avant l'arrivée de Cortez, l'équipe de Burrell qui a fini de construire le pont se rend en ville pour sécuriser son arrivée. Ainsi commence une longue fusillade entre eux et les défenseurs de Sommerton après que Figuerola soit intervenu pour protéger la serveuse Christie dans la rue qui était partie acheter du lait. Torrance, se trouvant sur les toits en sniper, est manquée d'être tuée sans l'intervention de Martinez qui la rejoint pour abattre les tueurs partis la tuer, et tous deux s'embrassent. Pendant ce temps, Owens et Dinkum arrivent en bus en pleine fusillade avec l'arsenal de Dinkum et abattent progressivement les tueurs dans la rue. A son tour, Owens est sauvé par une résidente âgée qui a abattu un tueur qui était entré dans son salon pour surprendre le shérif. L'équipe de tueurs quasiment neutralisée, Dinkum est blessé par Burrell, et Owens part neutraliser seul ce dernier tueur. Celui-ci déplace le bus pour libérer la voie, avant d'être tué par le shérif.
Juste après la mort de Burrell, Cortez lui téléphone sur son portable pour lui signifier son arrivée, et constate que tous ses hommes sont morts. Il force alors le barrage avec sa voiture grâce à l'espace libéré par le bus ; Ray le prend en chasse avec la voiture de sport rouge du maire. Sur la route, Cortez pousse hors de sa voiture l'agent Ellen Richards, qu'il avait fait semblant d'enlever mais qui est en réalité la taupe au sein du FBI qui a permis son évasion. Il est ensuite rejoint par Ray qui parvient à stopper sa voiture juste devant le pont installé par Burell.
Ne voyant pas Ray dans les environs, Cortez s'élance vers le pont. Toutefois, ce dernier l'attend de pied ferme. Cortez propose alors au shérif 1 million et va jusqu'à 20 millions de dollars s'il le laisse partir. Ray refuse, et parvient à vaincre Cortez après un combat singulier. 
L'équipe du FBI finit par arriver à Sommerton, rejointe par le shérif qui ramène Cortez, captif, en ville, pour le plus grand bonheur de Bannister. Tandis qu'il récupère Cortez, Bannister est rejoint par l'agent Richards et arrête cette dernière, dont la culpabilité a été établie. Bannister remercie le shérif pour son travail. Le maire, informé, revient en ville et découvre le mauvais état de sa voiture qui a subi des dégâts lors de la course-poursuite. Le shérif l'informe qu'il n'aura qu'à mieux la stationner la prochaine fois en lui rendant ses clés.

## Fiche technique
- Titre : Le Dernier Rempart
- Titre québécois : Le Dernier Combat
- Titre original : The Last Stand
- Réalisation : Kim Jee-woon
- Scénario : Jeffrey Nachmanoff et George Nolfi d'après un sujet d'Andrew Knauer
- Direction artistique : Franco-Giacomo Carbone (en)
- Décors : James F. Oberlander
- Costumes : Michele Michel
- Photographie : Kim Jee-woon
- Montage : Steven Kemper (de)
- Musique : Mowg
- Production : Lorenzo di Bonaventura
- Société de production : Di Bonaventura Pictures
- Sociétés de distribution : Lions Gate Film (États-Unis), Metropolitan FilmExport (France)
- Budget : 45 000 000 de dollars américains[1]
- Pays de production : États-Unis
- Langue originale : anglais
- Format : couleur — 2.35 : 1 — 35 mm — son Dolby Digital Datasat
- Genre : action et policier
- Durée : 107 minutes
- Dates de sortie :
  - États-Unis : 18 janvier 2013
  - France : 23 janvier 2013
- Classification : 
  -  Classification CNC : tous publics avec avertissement (visa d'exploitation no 133615 délivré le 14 janvier 2013) [2]

## Distribution
- Arnold Schwarzenegger (V. F. : Daniel Beretta et V.Q. : Yves Corbeil) : le shérif Ray Owens
- Forest Whitaker (V. F. : Emmanuel Jacomy et V.Q. : François L'Écuyer) : l'agent John Bannister
- Eduardo Noriega (V. F. : Damien Boisseau et V.Q. : Jean-François Beaupré) : Gabriel Cortez
- Peter Stormare (V. F. : Patrick Poivey et V.Q. : Benoit Rousseau) : Thomas Burrell
- Rodrigo Santoro (V. F. : Alexandre Brasseur et V.Q. : Nicolas Charbonneaux-Collombet) : Frank Martinez
- Jaimie Alexander (V. F. : Ingrid Donnadieu et V.Q. : Ariane-Li Simard-Côté) : Sarah Torrance
- Zach Gilford (V. F. : Pascal Nowak et V.Q. : Philippe Martin) : Jerry Bailey
- Luis Guzmán (V. F. : Bernard Métraux et V.Q. : Manuel Tadros) : Mike Figuerola
- Johnny Knoxville (V. F. : Emmanuel Curtil et V.Q. : Martin Watier) : Lewis Dinkum
- Génesis Rodríguez (V. F. : Laura Zichy et V.Q. : Annie Girard) : l'agent Ellen Richards
- Christiana Leucas (V. F. : Sandra Veloccia) : Christie
- Harry Dean Stanton (V. F. : Bernard Tiphaine) : Parsons, le fermier
- Daniel Henney (V. F. : Marc Lemigeon) : Phil Hayes
- Richard Dillard (V. F. : Achille Orsoni) : Irv
- John Patrick Amedori : l'agent Mitchell
- Christiana Leucas (V.F. : Olivia Luccioni) : Christie
- Titos Menchacas (V. F. : Thierry Murzeau) : Le Maire
- Lois Geary (V.F. : Cathy Cerda) : Madame Salazar

Studio d'enregistrement : Dubbing Brothers / Direction artistique : Danielle Perret / Dialogues : Déborah Perret
Source et légende : Version française (V. F.) sur AlloDoublage et RS Doublage et carton de doublage, Version québécoise (V. Q.) sur Doublage Québec

## Production

### Tournage
Le tournage a lieu entre octobre 2011 à février 2012 au Nouveau-Mexique et au Nevada, avec un budget de 45 000 000 de dollars.

## Accueil

### Sortie
La première du Dernier Rempart a eu lieu à Dallas le 12 janvier 2013, suivi d'une autre à Hollywood le 14 janvier 2013. Le long-métrage sort en salles le 18 janvier 2013 aux États-Unis et le 23 janvier 2013 en France. Le film est distribué quelques jours plus tôt, à Hong Kong le 12 janvier 2013, connaissant une sortie limitée.

### Accueil critique
Dans les pays anglophones, Le Dernier Rempart rencontre un accueil allant de mitigé à positif de la part des critiques professionnelles, récoltant 60 % d'avis favorables sur le site Rotten Tomatoes, basé sur 152 commentaires collectés et une note moyenne de 5.7⁄10 et un score de 54⁄100 sur le site Metacritic, basé sur 33 commentaires collectés. En France, le film obtient des critiques mitigées, obtenant une note moyenne de 2,6⁄5 sur le site Allociné, basé sur 20 commentaires collectés.

### Box-office
| Pays ou région | Box-office      | Date d'arrêt du box-office | Nombre de semaines |
| -------------- | --------------- | -------------------------- | ------------------ |
| États-Unis     | 12 050 299 $ US | 28 février 2013            | 6                  |
| France         | 264 010 entrées | 5 mars 2013                | 6                  |
| Monde          | 48 330 757 $ US | 1er décembre 2013          | —                  |

Lors de sa sortie, Le Dernier Rempart n'a pas rencontré un véritable succès commercial au box-office, ne parvenant qu'à totaliser que 48 330 000 de dollars de recettes mondiales, dont 12 000 000 $ sur le territoire américain.
Sorti le 18 janvier 2013 aux États-Unis dans 2 913 salles, Le Dernier Rempart fait un mauvais démarrage au box-office, puisqu'il parvient à se positionner à la neuvième place des meilleures recettes le week-end de sa sortie avec 6 281 433 $, soit 2,156 $ par salles. Le week-end suivant, le long-métrage connaît une perte de 65,8% de ses bénéfices, chutant à la seizième place, en ayant engrangé 2 150 562 $, pour 738 $ par salles et un cumul de 10 684 507 $ . Resté 6 semaines à l'affiche, Le Dernier Rempart totalise 12 050 299 $ en fin d'exploitation, ce qui est un échec commercial, au vu de son budget de production. Il parvient à engranger 36 280 458 $ de recettes dans les pays étrangers, obtenant son meilleur résultat en Chine avec 7 790 000 $. L'addition des recettes américaines et internationales portent le total de 48 330 757 $ au box-office mondial .
Sorti le 23 janvier 2013 en France dans 390 salles, Le Dernier Rempart démarre à la sixième place du box-office avec 156 206 entrées en première semaine, ce qui constitue le plus mauvais démarrage d'un film avec Arnold Schwarzenegger dans un rôle principal sur le territoire français depuis les années 1990 (après La Course au jouet, sorti en 1996 avec 97 477 entrées en première semaine et Dommage Collatéral, sorti en 2002 et ses 166 874 entrées en première semaine), avant d'être détrôné par Sabotage, sorti en 2014, avec 88 534 entrées la première semaine. Au bout de six semaines resté à l'affiche, Le Dernier Rempart n'est parvenu qu'à totaliser 264 010 entrées.

## Liste des armes
- S&W Modèle 500
- Colt M4
- Thompson 1928
- Mitrailleuse Vickers
- Glock 19
- Colt Dragoon

On peut voir l'épée de Conan le Barbare dans les mains de l'adjoint Figuerola...